# Llau dels Puials
La llau de Puials és una llau dels antics termes ribagorçans d'Espluga de Serra i de Sapeira, actualment tots dos inclosos en el terme municipal de Tremp, al Pallars Jussà.
Es forma a la Vinya de Teixidor, a l'oest-sud-oest del poble d'Aulàs, des d'on davalla cap a ponent per la zona de los Puials, al nord del serrat d'aquest mateix nom. S'aboca en el Barranc del Solà molt a prop d'on aquest barranc aflueix en el barranc de Torogó.